# Samtmuscheln
Die Samtmuscheln (Glycymerididae) sind eine Muschel-Familie aus der Ordnung der Arcida.

## Merkmale
Die gleichklappigen Gehäuse sind groß und meist annähernd gleichseitig, selten deutlich ungleichseitig (Unterfamilie Arcullaeinae). Wenn die Gehäuse ungleichseitig sind, stehen die Wirbel vor der Mittellinie. Im geschlossenen Zustand klaffen sie nicht. Sie sind im Umriss rundlich oder gerundet dreieckig. Der Hinterrand ist bei manchen Arten etwas abgestutzt. Die Wirbel sind vergleichsweise klein, orthogyr (senkrecht zur Körperlängsachse) oder prosogyr (leicht nach vorne eingerollt). Das Ligament sitzt äußerlich vor und hinter, oder nur vor den Wirbeln. Der Schlossrand ist mehr oder weniger deutlich gebogen (oder selten auch gewinkelt), mit zahlreichen senkrecht oder schief zum Schlossrand stehenden, geraden oder nach außen abgeknickten, kurzen Zähnen, die nach außen jeweils zunächst größer werden, ganz außen wieder kleiner werden. Es sind zwei etwa gleich große Schließmuskeln vorhanden.
Die Schale ist dick und schwer. Als Ornamentierung kommen radiale und/oder randparallele Elemente vor, auch fast glatte Gehäuse. In der Unterfamilie Arcullaeinae zieht ein Kiel vom Wirbel zum Hinterende.
Im Mantelrand sitzen bei vielen Arten lichtempfindliche Flecke mit Sinneszellen (Augen). Der Fuß ist ohne Byssusdrüse (bzw. wird die Byssusdrüse im Verlauf der Ontogenese reduziert).

## Geographische Verbreitung und Lebensraum
Die Familie ist weltweit verbreitet. Der Schwerpunkt der Diversität liegt jedoch sehr deutlich in den wärmeren Meeren.
Die Arten leben grabend im Sediment, vom Gezeitenbereich bis in den bathyalen Bereich (unter 1000 m Wassertiefe), meist jedoch im flacheren Wasser auf den Schelfen und in Küstennähe.

## Taxonomie
Das Taxon wurde bereits 1839 von Gérard Paul Deshayes als (Quatrième Famille) Les Glycymerides aufgestellt. Die Familie wurde in latinisierter Form auch Deshayes zugeschrieben (vgl. Schaufuss oder Bucquoy, Dautzenberg & Dollfuss, 1882–1898). Derzeit wird die Familie in die zwei Unterfamilien Glycymeridinae und Arcullaeinae unterteilt; letztere ist ausgestorben und reicht von der Unter- bis zur Oberkreide. Die Einteilung der Unterfamilie Glycymeridinae folgt der MolluscaBase.
- Familie Samtmuscheln (Glycymerididae Deshayes, 1839)
  - Unterfamilie Arcullaeinae Newell, 1969 †
    - Arcullaea Vokes, 1946 †
    - Pettersia Nicol, 1953 †
    - Postligata Gardner, 1916 †
    - Protarca Stephenson, 1923 †
    - Spinarcullaea Chavan, 1952 †
    - Trigonarca Conrad, 1862†

  - Unterfamilie Glycymeridinae Deshayes, 1839
    - Axinactis Mörch, 1861
    - Glycymeris da Costa, 1778
      - Glycymeris arabica (H. Adams, 1871)
      - Meermandel (Glycymeris glycymeris (Linnaeus, 1758))

    - Glycymerita Finlay & Marwick, 1937 †
    - Melaxinaea Iredale, 1930
    - Nucunella d’Orbigny, 1850 †
    - Tucetona Iredale, 1931

## Belege